# Пулитцеровская премия 2018 года

Пулитцеровская премия 2018 года вручалась за работы и материалы, опубликованные в течение 2017 года. Список обладателей награды и финалистов в двадцати одной номинации был объявлен администратором премии Даной Кейнеди 16 апреля 2018 года. Церемония прошла в Колумбийском университете в Нью-Йорке и стала сто второй в истории премии, учреждённой Джозефом Пулитцером в 1917 году.
Для участия в конкурсе было подано более 2 400 заявок. Взнос для желающих принять участие в конкурсе составлял 50 долларов, каждую работу можно было выдвигать не более чем в двух категориях. Предварительный отбор кандидатов осуществлялся двадцатью жюри в двадцати одной категории, которые определяли до трёх финалистов. Победителей в каждой категории определило голосование членов Совета премии, в состав которого входило восемнадцать человек. Победитель в номинации «За служение обществу» вручается Золотая медаль, лауреаты остальных двадцати категорий получают 15 000 долларов и сертификат.

## Члены совета премии
| Совет Пулитцеровской премии 2018 года | Совет Пулитцеровской премии 2018 года | Совет Пулитцеровской премии 2018 года |
| Имя                                   | Фото                                  | Занимаемые должности |
| Председатель Совета премии            | Председатель Совета премии            | Председатель Совета премии |
| ------------------------------------- | ------------------------------------- | --- |
| Юджин Робинсон                        |                                       | Обозреватель и заместитель редактора газеты The Washington Post Лауреат Пулитцеровской премии 2009 года в номинации «За комментарий» Член Совета с 2010 года, председателем выбран в мае 2017 года |
| Администратор премии                  |                                       | |
| Дана Кейнеди                          |                                       | Бывший репортёр и редактор газеты The New York Times Лауреат Пулитцеровской премии 2001 года в составе коллектива авторов цикла статей «How Race Is Lived in America» в номинации «За раскрытие национальной темы» Администратор премии с июля 2017 года |
| Члены Совета премии                   |                                       | |
| Элизабет Александер                   |                                       | Поэт, писатель, эссеист, драматург Президент Фонда Эндрю Меллона Член Совета премии с 2016 года |
| Нэнси Барнс                           |                                       | Исполнительный вице-президент и редактор газеты Houston Chronicle Член Совета премии с 2017 года |
| Роберт Блау                           |                                       | Редактор отдела журналистских расследований информационного агентства Bloomberg News Член наблюдательного совета Фонда Нимана Член Совета премии с 2011 года |
| Ли Боллинджер                         |                                       | Президент Колумбийского университета Юрист, педагог Член Совета премии с 2002 года |
| Кэтрин Бу                             |                                       | Журналист, писатель Автор серии репортажей о плохом обращении с умственно отсталыми в Вашингтоне, за которую газета The Washington Post была названа лауреатом Пулитцеровской премии 2000 года в номинации «За служение обществу» Член Совета премии с 2014 года |
| Нил Браун                             |                                       | Президент Института Пойнтера Бывший вице-президент и редактор газеты Tampa Bay Times Член Совета премии с 2015 года |
| Николь Кэрролл                        |                                       | Главный редактор газеты USA Today Член Совета премии с 2018 года |
| Стив Колл                             |                                       | Писатель, журналист Декан школы журналистики Колумбийского университета Штатный автор журнала The New Yorker Лауреат Пулитцеровской премии 1990 года в номинации «За мастерство» за материал о деятельности Комиссии по ценным бумагам и биржам США и её председателя Джона Шейда Лауреат Пулитцеровской премии 2005 года в номинации «За нехудожественную литературу» за книгу «Войны призраков» Член Совета премии с 2012 года |
| Гейл Коллинз                          |                                       | Писатель, журналист В прошлом редактор газеты The New York Times Член Совета премии с 2014 года |
| Джон Данишевски                       |                                       | Вице-президент информационного агентства Associated Press Член Совета премии с 2014 года |
| Хунот Диас                            |                                       | Писатель Профессор литературного мастерства Массачусетского технологического института Лауреат Пулитцеровской премии 2008 года в номинации «За художественную книгу» за роман «Короткая и удивительная жизнь Оскара Уао» Член Совета премии с 2010 года |
| Стивен Энгельберг                     |                                       | Главный редактор специализирующегося на журналистских расследованиях сайта ProPublica Член Совета премии с 2012 года |
| Стивен Хан                            |                                       | Учёный, профессор истории Нью-йоркского университета Лауреат Пулитцеровской премии 2004 года в номинации «За книгу по истории» за работу «A Nation under Our Feet» Член Совета премии с 2011 года |
| Аминда Маркес Гонсалес                |                                       | Исполнительный редактор газеты The Miami Herald Член Совета премии с 2012 года |
| Эмили Рэмшоу                          |                                       | Главный редактор газеты The Texas Tribune Член Совета премии с 2016 года |
| Томми Шелби                           |                                       | Учёный, философ, писатель Профессор философии Гарвардского университета Член Совета премии с 2015 года |

## Лауреаты и номинанты

### Журналистика
| Лауреаты и финалисты премии в категории «Журналистика» | Лауреаты и финалисты премии в категории «Журналистика»                                                             | Лауреаты и финалисты премии в категории «Журналистика»                                                             | Лауреаты и финалисты премии в категории «Журналистика» | Лауреаты и финалисты премии в категории «Журналистика»                                                                        |
| Номинация                                              | Лауреат премии | СМИ | Формулировка | Финалисты |
| ------------------------------------------------------ | --- | --- | --- | --- |
| За служение обществу                                   | Газета The New York Times за репортажи Джоди Кантор и Меган Туи и журнал The New Yorker за репортажи Ронана Фэрроу | Газета The New York Times за репортажи Джоди Кантор и Меган Туи и журнал The New Yorker за репортажи Ронана Фэрроу | «За взрывную, эффектную журналистику, разоблачающую могущественных и богатых сексуальных хищников, в том числе обвинения против одного из самых влиятельных голливудских продюсеров, привлечение их к ответственности за давно подавленные обвинения в принуждении, жестокости и замалчивании жертв, что стимулирует всемирную расплату о сексуальных надругательствах над женщинами» | The Kansas City Star |
| За выдающуюся подачу сенсационного материала           | Газета The Press Democrat                                                                                          | Газета The Press Democrat                                                                                          | «За настойчивое освещение исторических лесных пожаров, разоривших город Санта-Роса и округ Сонома, с использованием ряда инструментов, в том числе фото, видео и социальных сетей — в режиме реального времени и в последующих аналитических репортажах» | Houston Chronicle; The New York Times                                                                                         |
| За выдающееся расследование                            | Газета The Washington Post                                                                                         | Газета The Washington Post                                                                                         | «За целеустремлённые и непреклонные репортажи, изменившие ход выборов в Сенат в штате Алабама и разоблачившие сексуальные домогательства к несовершеннолетним девочкам со стороны одного из кандидатов, а также его дальнейшие попытки помешать журналистскому расследованию» | Кэрол Миллер и Одра Берк из The Miami Herald; Тим Эберли из The Virginian-Pilot                                               |
| За мастерство                                          | Газета The Arizona Republic и служба новостей USA Today Network                                                    | Газета The Arizona Republic и служба новостей USA Today Network                                                    | «За яркие и своевременные репортажи, сочетающие текст, видео, подкасты и виртуальную реальность, рассматривающие перспективы, трудности и неожиданные последствия обещания президента Дональда Трампа построить стену на границе США и Мексики» | Майкл Киммелман из The New York Times; ProPublica                                                                             |
| За освещение местных новостей                          | Газета The Cincinnati Enquirer                                                                                     | Газета The Cincinnati Enquirer                                                                                     | «За захватывающий рассказ и видеорепортаж, документирующий семь дней эпидемии героиновой зависимости в Большом Цинциннати, показывающий как она разрушает семьи и сообщества» | Джейсон Гротто, Сандья Камбхампати и Рей Лонг из Chicago Tribune и ProPublica Illinois; The Boston Globe                      |
| За раскрытие национальной темы                         | Газеты The New York Times и The Washington Post                                                                    | Газеты The New York Times и The Washington Post                                                                    | «За репортаж, способствующий пониманию нацией вмешательства России в президентские выборы 2016 года и её связь с кампанией Дональда Трампа, его предвыборным штабом и будущей администрацией» | Эми Харрис и Шошана Уолтер из Center for Investigative Reporting; Бретт Мерфи из USA Today Network                            |
| За международный репортаж                              | Клэр Болдуин, Эндрю Маршалл и Мануэль Могато                                                                       | Reuters | «За репортажи, открывающие массовые убийства во время войны против наркотиков, объявленной президентом Филиппин Родриго Дутерте» | Associated Press; BuzzFeed News                                                                                               |
| За очерк                                               | Рейчел Кадзи Ганса                                                                                                 | GQ | «За создание незабываемого портрета Дилана Руфа, сочетающего репортаж, размышления от первого лица и анализ исторических и культурных предпосылок, стоящих за массовым убийством в церкви Эмануэль в Чарльстоне» | Джон Вудроу Кокс из The Washington Post; Норимицу Ониси из The New York Times                                                 |
| За комментарий                                         | Джон Арчибальд | Alabama Media Group                                                                                                | «За лирический и смелый комментарий, относящийся к Алабаме, но вызвавший резонанс по всей стране, посвященный коррумпированным политикам, отстаиванию прав женщин и борьбе с лицемерием» | Джелани Кобб из The New Yorker; Стив Лопес из Los Angeles Times                                                               |
| За критику                                             | Джерри Салтц | New York Magazine                                                                                                  | «За работу, представляющую практичный и, часто, дерзкий взгляд на изобразительное искусство в Америке» | Карлос Лосада из The Washington Post; Манола Даргис из The New York Times                                                     |
| За редакционный комментарий                            | Энди Доминик | The Des Moines Register                                                                                            | «За возмущённый, свободный от клише и сентиметальности, голос о разрушительных для бедных слоёв населения Айовы последствиях приватизации программы Медикейд» | Кэтлин Кингсбери, Джессиа Ма, Маттин Мокалла и Стюарт Томпсон из The New York Times; Шерон Григсби из The Dallas Morning News |
| За карикатуры                                          | Джейк Хэлперн и Майкл Слоан                                                                                        | The New York Times                                                                                                 | «За профессиональный и мощный графический рассказ о трудных буднях семьи беженцев и их жизни в страхе перед депортацией» | Марк Фиоре; Майк Томпсон из Detroit Free Press                                                                                |
| За новостную фотографию                                | Райан Келли | The Daily Progress                                                                                                 | «За потрясающий снимок, отражающий рефлексы и концентрацию фотографа в момент съёмки автомобильной атаки во время расовых беспорядков в Шарлотсвилле» | Айвор Прикетт из The New York Times                                                                                           |
| За художественную фотографию                           | Информационное агентство Reuters                                                                                   | Информационное агентство Reuters                                                                                   | «За шокирующие фотографии, показавшие миру жестокость обращения с беженцами Рохинджа в Мьянме» | Кевин Фрейер из Getty Images; Лиза Крантц из San Antonio Express-News; Меридит Кохут из The New York Times                    |